# 贺兰蔼头
賀兰蔼头（?—?），为十六国时期鲜卑族，贺兰部大人。
327年，代王拓跋郁律之子拓跋翳槐住在舅父的贺兰部，夺得代王之位的拓跋纥那（拓跋郁律的堂兄弟）派使者要拓跋翳槐，贺兰蔼头护卫不让拓跋翳槐走。拓跋纥那和宇文部共同攻击賀兰蔼头，不胜。329年，拓跋翳槐夺得代王之位。335年，代王拓跋翳槐因贺兰蔼头对己不恭，准备召他来加以杀害，各部落全都反叛。代王拓跋纥那从宇文部回来复位为王。拓跋翳槐逃奔后赵。